# Кымпер, Тийт
Тийт Кымпер (эст. Tiit Kõmper; 3 мая 1964, Таллин) — советский и эстонский футболист.

## Биография
Занимался футболом с 10 лет, воспитанник СК Октябрьского района Таллина, тренер — Роман Убакиви. С 15-летнего возраста играл в первенстве Эстонской ССР среди коллективов физкультуры за «Ноорус» и «Норму». В 1981 году перешёл в рижскую «Даугаву», где выступал ещё с двумя молодыми эстонскими игроками — Тыну Ванакезой и Оттом Мытсником, однако в официальных матчах практически не играл.
С 1983 года выступал во второй лиге за таллинский «Спорт», за семь сезонов принял участие в 176 матчах и забил 20 голов. Был мастером стандартных положений, так, в 1986 году не менее трёх раз забивал голы, закручивая мяч с углового.
В 1989 году уехал в Швецию, выступал за АИК (Олвсьё), затем за другие клубы низших дивизионов. Получил гражданство Швеции.
В 1998 году вернулся в Эстонию, три сезона играл за команду «Трумми» (Таллин) в низших дивизионах. В 2001 году провёл один матч в высшей лиге в составе «Курессааре» — 31 марта 2001 года против «ТФМК». В конце карьеры много лет играл на любительском уровне за «Тоомпеа». Работал руководителем автомастерской в Таллине.